# Slavíček rajský
Slavíček rájský (někdy nověji psáno rajský), původním plným názvem Slaviček rájský na stromě života slávu tvorci svému prospěvující, to jest Kancionál anebo kníha písební, je jeden z nejvýznamnějších českých barokních kancionálů. Byl sestaven římskokatolickým knězem Janem Josefem Božanem a vytištěn roku 1719 u Václava Jana Tybély v Hradci Králové.
Božan svůj kancionál sestavoval patrně mnoho let. K schválení duchovní vrchností jej předložil již roku 1714, povolení k tisku však získal až 2. dubna 1716. Jelikož si Božan nemohl z finančních důvodů dovolit zaplatit tisk kancionálu sám, obrátil se na hraběte Františka Antonína Šporka. Ten se sice rozhodl projekt podpořit, ale Božan se již jeho uskutečnění nedožil, zemřel roku 1716. Kancionál byl rozdáván zejména kostelním kůrům ve východních Čechách.
Slavíček rájský patří svým provedením k nejluxusnějším českým barokním kancionálům a má rozměry přibližně 20 x 30 cm.
Kancionál obsahuje kromě duchovních písní neliturgického i liturgického charakteru také rozjímání. Jsou to pravděpodobně samotným Božanem napsaná kázaní, která předcházejí každému oddílu písní.
Hlavním přímým pramenem Božanova kancionálu byl kancionál Capella regia musicalis od Václava Karla Holana Rovenského, který byl vydán roku 1693. Dalším významným pramenem byl Šteyerův kancionál. Část nápěvů nebo jejich úprav pochází přímo od Jana Božana.